# أرجمون أريزوني

أرجمون أريزوني أو خشخاش شائك أريزوني (الاسم العلمي:Argemone arizonica) هو نوع من النباتات يتبع جنس الأرجمون من الفصيلة الخشخاشية.